# Hervormde kerk (Zwaag)
De hervormde kerk van het Noord-Hollandse dorp Zwaag staat bekend onder meerdere namen, waaronder: Martinuskerk en Dorpskerk. De huidige kerk is op de plek van een oudere houten kerk gebouwd. De tufstenen in de muren zijn vermoedelijk afkomstig uit een de daar opvolgende kerk, die stond er vermoedelijk al voor 1234.

## Geschiedenis
De eerste vermeldingen over een kerk in het dorp Zwaag stammen van tussen 1234 en 1254. Het gaat om een privilege van paus Innocentius IV betreft bezittingen van het klooster uit Hemelum in Friesland. Hoe die kerk er uit heeft gezien is niet bekend. Vermoedelijk was het een tufstenen kerk. Bekend is dat er in 1395 een houten kerk in Zwaag stond, deze kerk was gewijd aan Martinus van Tours. In de daaropvolgende eeuw werd het koor gebouwd. In de 16e eeuw werd het tussengelegen schip gebouwd, dit is breder en hoger dan het koor. In de voet van het koor en in de plint van het schip is tufsteen verwerkt. In 1550 is de kerk door bliksem getroffen, tien jaar later werd met nieuwbouw begonnen. Ondanks de brand is de dakconstructie bewaard gebleven, hierdoor is te zien dat de kerk een gotische kerk is.

## Toren
De toren is in 1460 gebouwd. Tot 1955 bevond zich nog een ijzeren hek op de toren, daarvoor bevond zich er een balustrade op de plek van de trans. De in de toren aanwezige kerkklok is 98 cm in doorsnee en is 82 cm hoog. Op het randschrift valt in het Latijn te lezen: Luister als ik getrokken wordt, Ik roep u tot de Vreugde des Levens, 1468. De toren wordt bekroond door een achtkantige gemetselde spits en is eigendom van de gemeente Hoorn.

## Orgel

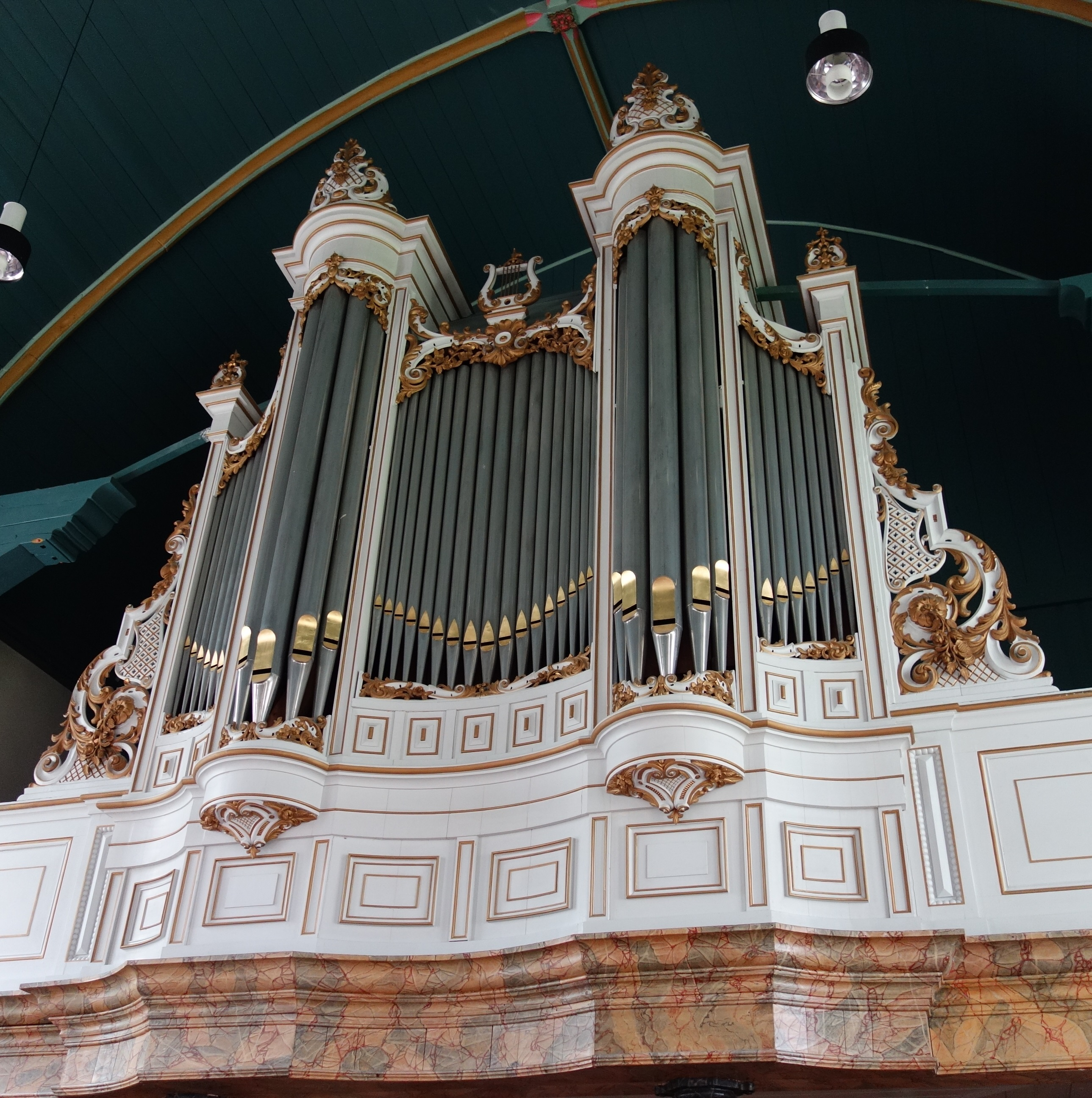
Het orgel van L. van Dam & Zn

Het orgel is in 1881 gebouwd door de bekende firma L. Van Dam & Zn. uit Leeuwarden. Het is een tweeklaviers orgel met 17 stemmen en aangehangen pedaal.
Tijdens de bouw is het orgel uitgebreid met één stem op het hoofdwerk, een Violon 8' discant op een kantsleep en is het tweede klavier niet als een klein dwarswerk, maar als een groot bovenwerk gebouwd. Dat laatste had als gevolg dat de kast moest worden vergroot: Tussen de twee grote pijptorens is de kast plaatselijk flink opgehoogd, maar geschilderd in dezelfde kleur als de houten tussenwand achter het orgel, waardoor de extra opbouw zeer onopvallend is.
In 1945 (en niet rond 1930 zoals verschillende bronnen melden) is op initiatief van toenmalig organist van de Lutherse kerk in Hoorn Willem Retze Talsma het orgel door de firma Flentrop uit Zaandam opnieuw geïntoneerd. Voorstellen van dezelfde firma voor het afzagen van de Salicet 4' tot een Quint 3' op het bovenwerk zijn niet uitgevoerd.
Na installatie van de centrale verwarming begin jaren 70 van de 20e eeuw werd het orgel vrijwel onbespeelbaar door lekkage en scheuren in het hout. In 1974 is het orgel gerestaureerd door de firma Vermeulen uit Alkmaar.

## Trivia
- Doordat er geen beeldenstorm in Zwaag heeft plaats gehad is de kerk in die periode niet beschadigd geraakt.[3]
- In het apsis zijn twee van de schalken gedecoreerd met primitieve schalkbeelden.
- Twee van de graven op de naastgelegen begraafplaats zijn aangewezen als gemeentelijk monument. Het gaat om de graven van voormalige burgemeesters van de gemeente Zwaag: F. Oijevaar en J. Dibbits.